# Зиядуллаев, Наби Саидкаримович
Наби́ Саидкари́мович Зиядулла́ев (род. 27 февраля 1944, Ташкент, Узбекская ССР) — узбекский и российский учёный-экономист, специалист в области региональной и мировой экономики, моделирования управления национальной экономикой, один из разработчиков методологии и стратегии евразийской интеграции. Доктор экономических наук, профессор, член-корреспондент АН Республики Узбекистан (1991). заслуженный деятель науки Российской Федерации (2018). Главный научный сотрудник Института перспективных научных исследований РАН, Института региональных экономических исследований, НИИ статистики Росстата, Института проблем рынка РАН. Главный редактор журнала «Экономика Центральной Азии». Член Научного совета РАН по комплексным проблемам евразийской экономической интеграции, сопредседатель Центральноазиатской комиссии.

## Биография
Родился 27 февраля 1944 года в Ташкенте. Отец — академик С.-К. Зиядуллаев, заместитель председателя Совета Министров Узбекской ССР.
В 1965 году окончил с отличием Ташкентский институт народного хозяйства. В 1968 году защитил кандидатскую диссертацию «Вопросы развития и размещения легкой промышленности Узбекистана».
В 1975 году в ЦЭМИ АН СССР защитил диссертацию «Региональные проблемы оптимизации развития легкой промышленности Узбекистана» на соискание степени доктора экономических наук. Профессор с 1978 года, в том же году стал Лауреатом премии Ленинского комсомола в области науки и техники.
В период жизни в Узбекистане работал заведующим лабораторией, заместителем директора по науке Института кибернетики ВЦ АН УзССР, проректором по научной работе Ташкентского института народного хозяйства (ныне — ТГЭУ), генеральным директором НПО Госассоциации «Узбеклегпром». Член-корреспондент АН Республики Узбекистан с 1991 г.
В 1995 г. по приглашению академика С. С. Шаталина перешёл в Международный фонд экономических и социальных реформ, где работал вице-президентом по международным и региональным проблемам в 1997—2005 гг.
Затем и по настоящее время — главный научный сотрудник Института перспективных научных исследований РАН, главный научный сотрудник Института проблем рынка РАН (в 2013—2016 гг. — заместитель директора по науке ИПР РАН).
С 2008 г. — член Научного совета РАН по комплексным проблемам евразийской экономической интеграции; с 2021 г. — совместно с академиком С. Ю. Глазьевым — сопредседатель Центральноазиатской комиссии. Автор более 300 научных работ, в том числе 12 личных и коллективных трудов. Главный редактор журнала «Экономика Центральной Азии».
Указом Президента Российской Федерации от 26 марта 2018 г. присвоено звание «Заслуженный деятель науки Российской Федерации». В декабре 2021 г. Распоряжением Президента РАН награждён Почётной грамотой Российской Академии наук.
В 2021 году Указом Президента Республики Узбекистан награждён Почетной грамотой по случаю 30-летия независимости Республики Узбекистан.
29 августа 2022 года Указом Президента Республики Узбекистан награждён государственной наградой — орденом «Дустлик».
27 февраля 2024 года награждён Грамотой Исполнительного комитета СНГ за многолетний добросовестный труд, высокий профессионализм и значительный вклад в развитие Содружества независимых государств.
Также 27 февраля 2024 года вручены Почетная медаль и Диплом Российской академии наук «За достижения в экономике» имени В. В. Леонтьева.
В 2024 году к 80-летию ученого вышла книга-альбом «Наби Зиядуллаев. На острие российско-узбекского сотрудничества» под редакцией А. А. Акаева.
Дочь Лазиза и сын Саидакмал — кандидаты экономических наук.

## Основные работы
- Проблемы оптимального развития и размещения лёгкой промышленности Узбекистана. М.: Лёгкая индустрия, 1973.
- Математические методы и модели оптимизации регионально-отраслевого планирования и управления / Отв. ред. С. С. Шаталин. Ташкет: Фан, 1976.
- Математические методы и модели оптимизации планирования и управления в текстильной и лёгкой промышленности. М.: Лёгкая индустрия, 1978.
- Математические методы в системах управления региональной экономикой / Отв. ред. акад. Л. В. Канторович. Ташкент: Фан, 1983.
- Моделирование региональных экономических систем / Отв. ред. акад. С. С. Шаталин. М.: Наука, 1985.
- Региональная экономика: теория и практика управления. Ташкент: Узбекистан, 1991.
- СНГ: Дорога в третье тысячелетие. Проблемы развития и укрепления Содружества / Предисл. акад. А. Д. Некипелова. М.: ИСПИ РАН, 2002.
- Основы экономики крупного города. М.: «Экономика», 2009 (в соавт.).
- Модернизация России: социально-гуманитарные измерения. Под ред. акад. Н. Я. Петракова. М.-СПб.: «Нестор-История», 2011 (в соавт.)
- Модернизация и экономическая безопасность Российской Федерации. Тома 1-6. / под ред. акад. Н. Я. Петракова. М.: Финансы и кредит; М.-СПб: «Нестор-История», 2009—2016 (в соавт.).
- Зиядуллаев Н. С., Зоидов К. Х., Зиядуллаев У. С., Рахматова З. И., Симонова Ю. С., Зоидов З. К. Экономическая безопасность национальной банковской системы в условиях глобализации / Под ред. чл.-корр. РАН В. А. Цветкова, к.ф.-м.н., доцента К. Х. Зоидова. — М.: ИПР РАН, 2017. — 528 с.
- Зиядуллаев Н. С., Волкова Г. Ю., Белгородский В. С. Индустриально-инновационный вектор государственно-частного партнёрства в России: механизмы сочетания интересов государства и бизнеса / Под ред. В. А. Цветкова. — М.: ИПР РАН, 2018. — 277 с.
- Цветков В. А., Зиядуллаев Н. С., Зоидов К. Х., Медков А. А. Транзитная экономика: теория, методология, практика / Под науч. ред. чл.-корр. В. А. Цветкова; предисл. ак. РАН Макарова В. Л., ак. РАН Порфирьева Б. Н. — Москва: Экономическое образование, 2019. — 494 с.
- Зиядуллаев Н. С., Омарова А. С. Экономическая безопасность государства: правовые инструменты и механизмы обеспечения / Под ред. К. Х. Зоидова. — М.: ИПР РАН, 2020. — 104 с.
- Зиядуллаев Н. С. СНГ: Дорога в третье тысячелетие. Проблемы развития и укрепления Содружества / Предисл. акад. А. Д. Некипелова. М.: ИСПИ РАН, 2002
- Зиядуллаев Н. С., Кибардина Ю. С., Преобразования в мировой банковской системе в 2012—2019 гг. и риски национальных банков // Мировая динамика. Закономерности, тенденции, перспективы / Отв. ред. А. А. Акаев, А. В. Коротаев, С. Ю. Малков. — М.: Либроком, 2014. — 488 с. (в соавт.)
- Зиядуллаев Н. С. Трансформация национальных экономик постсоветских государств / Под ред. акад. А. Д. Некипелова, Предисловие	иностранного члена РАН, акад. А. А. Акаева (МГУ им. М. В. Ломоносова) — М.: РФФИ, РАН, «Экономическое образование», 2021. — 721 с.
- Зиядуллаев Н. С. Экономика стран Содружества: ретроспектива, стратегии и императивы — М.: ИПР РАН, 2022. — 240 с.
- Акаев А. А., Зиядуллаев Н. С., Лукичев М. А. Наби Зиядуллаев. На острие российско-узбекского сотрудничества". К 80-летию со дня рождения. Ярославль, изд-во РМП, 2024